# Commerzbank Tower
Commerzbank Tower – wieżowiec w Niemczech, we Frankfurcie nad Menem, w biurowej dzielnicy Innenstadt. Budynek został zaprojektowany na potrzeby biur Commerzbanku AG.
Budynek ma wysokość 259 metrów do dachu (56 pięter), a wraz z anteną na szczycie całkowita wysokość budynku to 300,1 m. W chwili oddawania był najwyższym wieżowcem w całej Europie. Jest najwyższym budynkiem w Niemczech, i drugim (pierwszym do 2021) do wysokości w Unii Europejskiej po Varso Tower. Trzecim natomiast jest Messeturm, również we Frankfurcie nad Menem. 
Głównym projektantem budynku było biuro Foster & Partners. Inni projektanci to m.in. Arup and Krebs & Kiefer, J. Roger Preston, P&A Petterson Ahrens, Schad & Hölzel. Generalnym wykonawcą budynku było Hochtief AG. Budowa trwała od 1994 do 1997. Koszt wyniósł ok. 600 mln DEM (ok. 280 mln USD). Budynek posiada 121 000 m2 powierzchni biurowej dla siedziby Commerzbank, w tym 'ogrody zimowe' oraz naturalne oświetlenie i cyrkulację powietrza. Poszczególne piętra mają powierzchnię 1700 m². Kubatura brutto wynosi 538 000 m³.
Kiedy planowano budowę budynku na początku lat 90., frankfurcka Partia Zielonych, która rządziła miastem razem z Socjaldemokratyczną Partią Niemiec, zachęciła Commerzbank do zaprojektowania „zielonego” wieżowca. Rezultatem był pierwszy na świecie tzw. ekologiczny wieżowiec: oprócz wykorzystania 'ogrodów nieba', zastosowano przyjazne dla środowiska technologie, aby zmniejszyć zużycie energii na ogrzewanie i chłodzenie.

## Ogrody nieba
Commerzbank Tower ma kształt 60-metrowego zaokrąglonego trójkąta równobocznego z centralnym, trójkątnym atrium. Na dziewięciu różnych poziomach atrium otwiera się na jedną z trzech stron, tworząc  'ogrody nieba'. Otwarte przestrzenie zapewniają więcej naturalnego światła w budynku, zmniejszając potrzebę sztucznego oświetlenia. Jednocześnie zapewniają biurom po dwóch pozostałych stronach budynku widok na miasto lub ogród.
W budynku pracuje 25 wind. Konstrukcja budynku waży 180 000 ton. Budynek jest zbudowany ze stali, a nie z konwencjonalnego (i tańszego) betonu. Był to pierwszy wieżowiec w Niemczech, w którym stal jest głównym materiałem konstrukcyjnym. Wieżowiec stoi na 111 żelbetowych palach wbitych w ziemię do 48,5 metrów. Na szczycie anteny budynku znajduje się na lampa kontroli ruchu lotniczego. Na szczycie nie ma żadnego punktu widokowego udostępnionego turystom. Aby wejść na ostatni poziom, należy uzyskać zgodę pracowników wieżowca. Biurowiec Commerzbank Tower został zbudowany obok wcześniejszych biur Commerzbanku na Neue Mainzer Straße 32-36..
W 2017, Commerzbank sprzedał Commerzbank Tower. Właścicielem został południowokoreański konglomerat Samsung Group. Cena zakupu wyniosła około 620 mln EUR. Od tamtego czasu Commerzbank wynajmuje budynek od Samsunga. Commerzbank ma pozostać najemcą budynku co najmniej do 2031.